# Rezen Saddle
Der Rezen Saddle ist ein 600 m langer, flacher und hufeisenförmiger Gebirgspass im östlichen Teil der Livingston-Insel im Archipel der Südlichen Shetlandinseln. Er verläuft zwischen dem Rezen Knoll und dem Burdick Ridge und ermöglicht den Zugang vom Balkan-Schneefeld zum oberen Abschnitt des Perunika-Gletschers im Gebiet des Mount Bowles.
Das UK Antarctic Place-Names Committee  benannte den Gebirgspass 1997 in Anlehnung an die Benennung des Rezen Knoll. Dessen Namensgeber sind die Berge Goljam Resen und Malak Resen im bulgarischen Witoschagebirge.